# Sud des alpes
Sud des alpes ist ein Jazzalbum des Dave Rempis Percussion Quartet. Die 2019 im Jazz-Club AMR in Genf entstandenen Aufnahmen erschienen im April 2021 auf Aerophonic Records.

## Hintergrund
Sud des alpes ist das zehnte Album des Dave Rempis Percussion Project, das sich von einem gemeinsamen Interesse an westafrikanischen und lateinamerikanischen Rhythmen, gepaart mit amerikanischem Funk und Free Jazz, inspirieren lässt. Unter der Leitung des Saxophonisten Dave Rempis entstand die Band ursprünglich für eine Hausparty im April 2004. Mit den Gründungsmitgliedern Tim Daisy und Frank Rosaly und Rempis spielt in der Band seit 2009 der norwegische Bassist Ingebrigt Håker Flaten, der Anton Hatwich ersetzte.
Dieses Quartett tourte regelmäßig sowohl in den Vereinigten Staaten als auch in Europa, wo es mehrere große Festivalauftritte absolvierte. Die Band hatte vor Sud des alpes neun Alben veröffentlicht, Circular Logic (Utech Records 2005), Rip Tear Crunch (482 Music 2006), Hunter-Gatherers (482 Music 2007), The Disappointment of Parsley (Not Two Records 2009), Montreal Parade (482 Music 2011), Phalanx (Aerophonic 2013), Cash and Carry (Aerophonic 2015) und Cochonnerie (Aerophonic 2017). Wie fast alle anderen Veröffentlichungen des Quartetts (außer Montreal Parade, 2011) fängt es eine Live-Aufführung ein. Die Aufnahmen entstanden im Rahmen einer Europatournee anlässlich des fünfzehnjährigen Bestehens des Quartetts.
Drei Titel dieser Live-Aufnahme – „There’s a Jam on the Line“, „Evacuation“ und „Late Arrival“ – spielen auf eine Zugverspätung in der Schweiz an, die zu einem verspäteten Start des Auftritts bei der Genfer Association pour l’Encouragement de la Musique Improvisée (AMR) führte. „Theme de Yoyo“ ist vom Album Les Stances à Sophie des Art Ensemble of Chicago bekannt.

## Titelliste

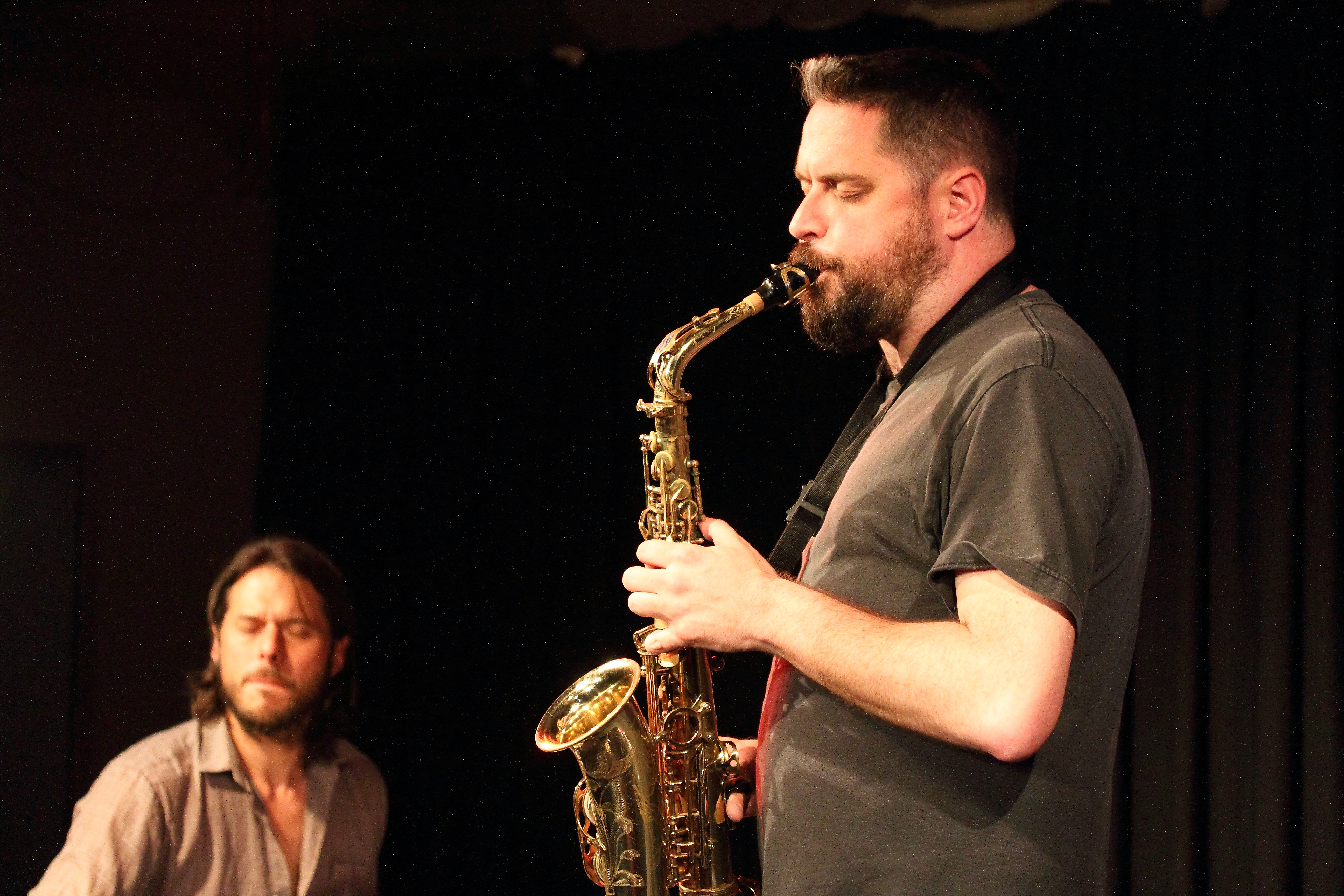
Frank Rosaly und Dave Rempis mit dem Rempis Percussion Quartet im Club W71 in Weikersheim.2016

- Dave Rempis Percussion Project: Sud des alpes (Aerophonic Records 030)[4]

1. There’s a Jam on the Line 18:13
2. Theme de Yoyo (Noreen Beasley, Lester Bowie, Malachi Favors, Roscoe Mitchell) / Evacuation 23:23
3. Late Arrival 11:41

Wenn nicht anders vermerkt, stammen die Kompositionen von Dave Rempis.

## Rezeption
Nach Ansicht von Mark Corroto, der das Album in All About Jazz rezensierte, geht der Zug intensiven Musikmachens weiter, auch wenn die vier Musiker in verschiedene Teile der Erde umgezogen sind – Frank Rosaly in die Niederlande, Flaten nach Texas und Tim Daisy und Dave Rempis als Anker der Band in Chicago zurückgelassen haben. Es gebe zwar lange Tracks, aber bei Sud des alpes sei es kein überschüssiges Fett vorhanden, auf das man bei diesen improvisierten Stücken hätte verzichten können. Der über 18-minütige Track „There's a Jam on the Line“ schreite in einer zeremoniellen Progression vom Meditativen zum Manischen fort, durchläuft eine Blues-Iteration und einen hypnotischen Groove. Als Nächstes covern sie „Theme de Yoyo“ vom Art Ensemble of Chicago aus dem Jahr 1970, das als Startrampe für „Evacuation“ diene, und Rempis’ Präsentation seiner glühenden Tenorsaxophon-Technik. „Late Arrival“ beginne damit, dass Rempis überzogene Saxophongrenzen überschreite, schräge Coll’arco-Töne abflache, während die Schlagzeuger aus jedem Winkel angreifen. Dieses Sperrfeuer erschöpfe sich schließlich in einer Rückkehr zu demselben meditativen Modus, der die Darbietung eröffnet hat.

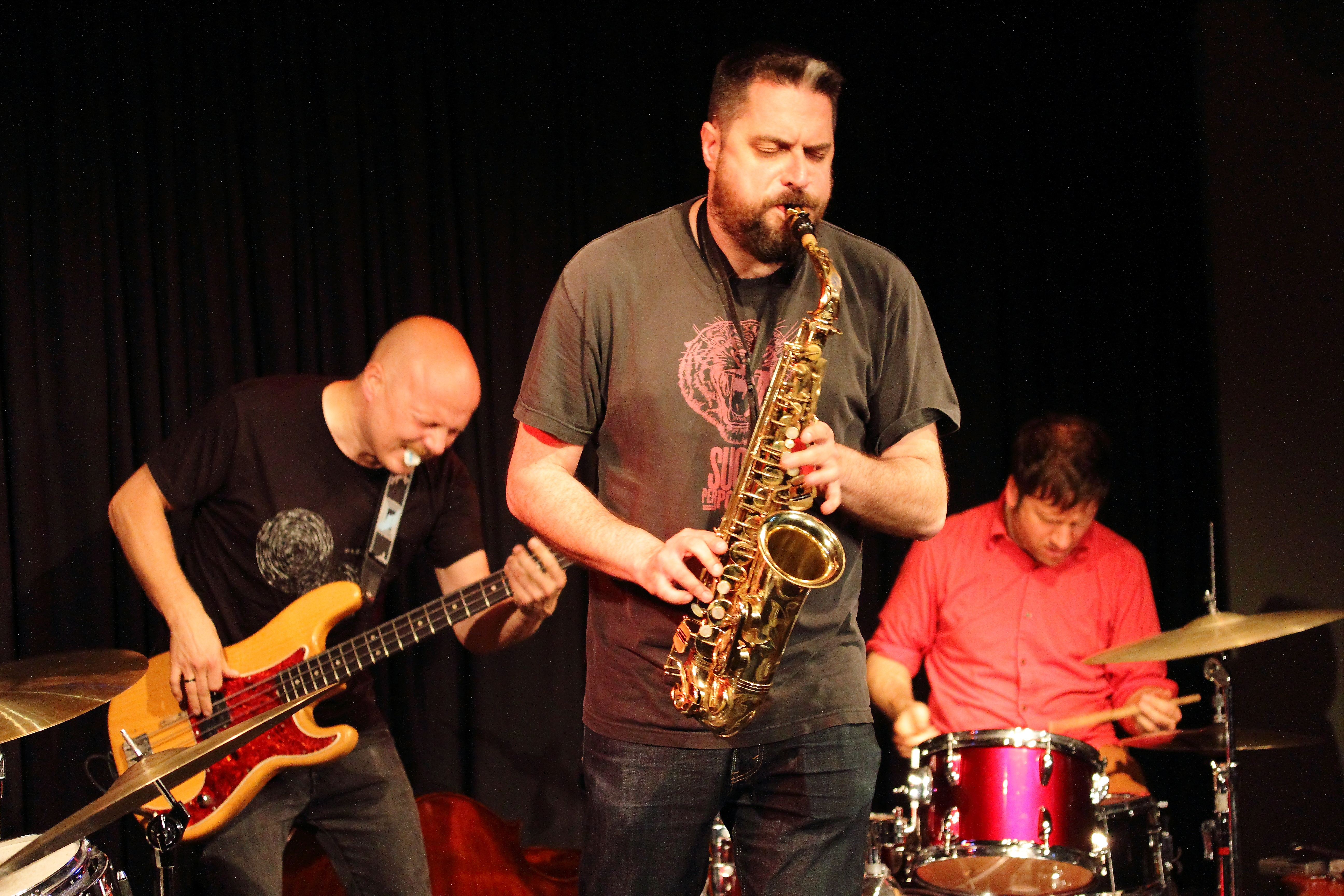
Ingebrigt Håker Flaten (links), Dave Rempis und Tim Daisy (rechts) im Club W71 in Weikersheim 2016

Josef Woodard schrieb im Down Beat, Rempis sei ein erfahrener Lieferant freier Improvisationsmusikalität, abwechselnd wild, melodisch und sogar, mit reinigenden Hauch von Lyrik auf dem Weg. Der Saxophonist und Bandleader habe eine beeindruckende Ensemble-Allianz mit den organisch flexiblen Schlagzeugern Tim Daisy und Frank Rosaly und dem norwegischen Bassisten Ingebrigt Håker Flaten geschmiedet. Die einzige Fremdkomposition, die vom Art Ensemble of Chicago bekannte Hymne „Theme de Yoyo“ (vom Autor irrtümlicherweise „Odwalla“ genannt) habe Rempis gespielt, als ob er seinen Chicagoer Vorbildern respektvoll zunicken würde. So verleihe er der anschaulichen Melodie einen frischen, besinnlichen und rubato-Dreh, bevor er in „Evacuation“ übergeht, in ein Spiel mit höherer Oktanzahl einsteige und ein starkes Rampenlicht auf die Schlagzeuger werfe, schließlich sei es ein „Schlagzeug“-Ensemble, so der Autor.